# Christian Hervet
Christian Hervet es un deportista francés que compitió en vela en la clase Europe. Ganó tres medallas en el Campeonato Mundial de Europe entre los años 1970 y 1979.

## Palmarés internacional
| Campeonato Mundial | Campeonato Mundial     | Campeonato Mundial | Campeonato Mundial |
| Año                | Lugar                  | Medalla            | Clase              |
| ------------------ | ---------------------- | ------------------ | ------------------ |
| 1970               | Flussen (Países Bajos) | Medalla de plata   | Europe             |
| 1972               | Nyborg (Dinamarca)     | Medalla de oro     | Europe             |
| 1979               | La Rochelle (Francia)  | Medalla de plata   | Europe             |